# مايكل أوليفر (ممثل)
مايكل أوليفر (بالإنجليزية: Michael Oliver)‏ هو ممثل أمريكي، ولد في 10 أكتوبر 1981 بلوس أنجلوس في الولايات المتحدة.

## وصلات خارجية
- مايكل أوليفر على موقع IMDb (الإنجليزية)
- مايكل أوليفر على موقع ألو سيني (الفرنسية)
- مايكل أوليفر على موقع أول موفي (الإنجليزية)
- مايكل أوليفر على موقع قاعدة بيانات الأفلام السويدية (السويدية)
- مايكل أوليفر على موقع إن إن دي بي (الإنجليزية)
- مايكل أوليفر على موقع قاعدة بيانات الفيلم (الإنجليزية)
- مايكل أوليفر على موقع كينوبويسك (الروسية)